# Hugo Rasmussen (maler)
Hugo Rasmussen (født 18. marts 1938 i København; død 17. marts 2009 på Bornholm) var en dansk kunstmaler.

## De unge år (1958-1970)
Hugo Rasmussen startede som kunstmaler omkring 1958, 20 år gammel. Malerierne fra denne periode er inspireret af CoBrA-malerne og forholdsvis abstrakte, men også med geometriske mønstre mv. Hugo Rasmussen var i denne perioden også tilknyttet kunstnergruppen PRO, og udstillede bl.a. på Den Frie og Charlottenborg flere gange. Hugo Rasmussen valgte tidligt at fokusere på oliemalerier med vådt-i-vådt-teknikken, og fastholdt denne stil resten af livet.

## 1970’erne og start 1980’erne på Frederiksberg
I slut 1960’erne og start 1970’erne var Hugo Rasmussen inspireret af kosmos, det ydre rum og planeter. Her ses også en tydeligere reference til hans store vedvarende inspirationskilder, malerne: Rembrandt, J.M.W. Turner og Caspar David Friedrich.
I den efterfølgende periode er hans billeder påvirket af 70’ernes venstreorienterede bevægelser, socialrealisme, og endelig er der de mere ”groteske” billeder, og billeder der skuer indad. Han havde da galleri på Sankt Thomas Allé på Frederiksberg.

## Årene på Bornholm (1984-2009)
Med flytningen til Svaneke på Bornholm i 1984 ændrede Hugo Rasmussen motivvalg og kastede sig over bornholmske landskaber, men sjældent lyse og lette motiver. Oftest er det lyset, der er det vigtige, typisk den høje mørke himmel og terrænet eller havet i bunden af billedet, et tilbagevende motiv. Desuden var et yndet motiv stilleben (natura morte), men sjældent kønne blomstermotiver, mere billeder hvor lys og mørke former sig omkring geometriske objekter: en kugle, en terning, et æble, osv.
Hugo Rasmussen havde galleri på Tempelvej i Svaneke i perioden fra 1985-2009, hvor der primært var åbent i sommermånederne. De sidste mange år af Hugo Rasmussens liv var præget af sygdom med bl.a. megen rysten på hænderne. Det gjorde at han udviklede en mere ”pointillistisk” stil (pointillisme) med farveskift og lyset i fokus. Hugo Rasmussen døde efter flere års sygdom i 2009.

## Efter Hugo Rasmussens død (2009-2020)
I mindet om hendes mand fortsatte Ingrid Hansen med at drive galleriet om sommeren efter Hugos død, og værnede om hans eftermæle og hans livsværk. Blandt andet fik hun udgivet bogen ”Hugo Rasmussen. Oliemalerier 1958-2005” på Bornholms Tidendes forlag og hun fik også arrangeret få udstillinger i Tyskland (Schloss Reinbek og Kirche Daannewalde) og på Svanekegården (Øens TV: Kunst på Øen).